# Férfi 200 méteres vegyesúszás a 2011-es úszó-világbajnokságon
A férfi 800 méteres gyorsúszást a 2011-es úszó-világbajnokságon július 27-én és 28-án rendezték meg, előbbin az selejtezőket és az elődöntőket, másnap a döntőt. A versenyen 39 ország 48 versenyzője kapott indulási jogot.
A versenyszám két amerikai esélyese a világcsúcstartó Ryan Lochte és az olimpiai bajnok Michael Phelps voltak. A döntőben Lochte világcsúcsdöntéssel győzött, harmadik helyen Cseh László végzett.

## Érmesek
| Arany                                   | Ezüst                                      | Bronz                      |
| Amerikai Egyesült Államok · Ryan Lochte | Amerikai Egyesült Államok · Michael Phelps | Magyarország · Cseh László |

## Rekordok
A verseny előtti rekordok:
|                                 | Név         | Nemzetiség | Idő     | Helyszín | Dátum            |
| ------------------------------- | ----------- | ---------- | ------- | -------- | ---------------- |
| Világrekord Világbajnoki rekord | Ryan Lochte | USA        | 1:54.10 | Róma     | 2009. július 30. |

A verseny során új világ és világbajnoki rekord született:
| Dátum            | Kör   | Név         | Nemzetiség | Idő     | WR | CR |
| ---------------- | ----- | ----------- | ---------- | ------- | -- | -- |
| 2011. július 28. | Döntő | Ryan Lochte | USA        | 1:54.00 | WR | CR |

## Eredmény

### Selejtezők
47 versenyző 6 futamban úszott.
| Helyezés | Selejtező | Pálya | Név                 | Nemzetiség | Idő     | Megj. |
| -------- | --------- | ----- | ------------------- | ---------- | ------- | ----- |
| 1        | 4         | 4     | Thiago Pereira      | BRA        | 1:57.82 | Q     |
| 2        | 4         | 1     | Verrasztó Dávid     | HUN        | 1:58.69 | Q     |
| 3        | 4         | 7     | Kenneth To          | AUS        | 1:59.02 | Q     |
| 4        | 6         | 4     | Ryan Lochte         | USA        | 1:59.04 | Q     |
| 5        | 4         | 5     | Markus Rogan        | AUT        | 1:59.22 | Q     |
| 6        | 6         | 2     | Yuya Horihata       | JPN        | 1:59.25 | Q     |
| 7        | 6         | 1     | Vytautas Janušaitis | LTU        | 1:59.43 | Q, NR |
| 8        | 5         | 4     | Michael Phelps      | USA        | 1:59.48 | Q     |
| 9        | 4         | 2     | Diogo Carvalho      | POR        | 1:59.51 | Q, NR |
| 10       | 4         | 3     | Henrique Rodrigues  | BRA        | 1:59.54 | Q     |
| 11       | 5         | 5     | James Goddard       | GBR        | 1.59.68 | Q     |
| 12       | 4         | 8     | Marcin Cieslak      | POL        | 1:59.77 | Q, NR |
| 13       | 6         | 5     | Cseh László         | HUN        | 1:59.80 | Q     |
| 14       | 5         | 6     | Darian Townsend     | RSA        | 1:59.97 | Q     |
| 15       | 6         | 7     | Gal Nevo            | ISR        | 1:59.98 | Q     |
| 16       | 6         | 6     | Jan David Schepers  | GER        | 1:59.99 | Q     |
| 17       | 5         | 8     | Bradley Ally        | BAR        | 2:00.03 |       |
| 18       | 5         | 2     | Wang Shun           | CHN        | 2:00.12 |       |
| 19       | 6         | 3     | Yuya Roebuck        | GBR        | 2:00.42 |       |
| 20       | 3         | 1     | Raphael Stacchiotti | LUX        | 2:00.87 | NR    |
| 21       | 3         | 2     | Andrew Ford         | CAN        | 2:00.92 |       |
| 22       | 5         | 3     | Markus Deibler      | GER        | 2:00.99 |       |
| 23       | 3         | 4     | Marcin Tarczynski   | POL        | 2:01.14 |       |
| 24       | 3         | 7     | Taki M'Rabet        | TUN        | 2:01.44 |       |
| 25       | 5         | 7     | Simon Sjödin        | SWE        | 2:01.60 |       |
| 26       | 3         | 3     | Martin Liivamägi    | EST        | 2:01.88 |       |
| 27       | 2         | 6     | Jung Won-Yong       | KOR        | 2:02.50 |       |
| 28       | 2         | 5     | Aleksey Derlyugov   | UZB        | 2:03.30 |       |
| 29       | 2         | 4     | Pavel Sankovich     | BLR        | 2:03.52 |       |
| 30       | 3         | 8     | Nikša Roki          | CRO        | 2:03.89 |       |
| 31       | 6         | 8     | Federico Turrini    | ITA        | 2:04.35 |       |
| 32       | 2         | 3     | Omar Pinzón         | COL        | 2:04.38 |       |
| 33       | 3         | 6     | Zhang Fenglin       | CHN        | 2:04.49 |       |
| 34       | 4         | 6     | Mitch Larkin        | AUS        | 2:04.57 |       |
| 35       | 1         | 4     | Morad Berrada       | MAR        | 2:06.90 | NR    |
| 36       | 1         | 3     | Hocine Haciane      | AND        | 2:07.14 |       |
| 37       | 1         | 1     | Irakli Bolkvadze    | Grúzia     | 2:07.29 |       |
| 38       | 2         | 1     | Vasilii Danilov     | KGZ        | 2:08.68 |       |
| 39       | 1         | 6     | Rafael Ferracuti    | SLV        | 2:09.16 |       |
| 40       | 2         | 8     | Branden Whitehurst  | ISV        | 2:09.58 |       |
| 41       | 2         | 7     | Saeed Ashtiani      | IRN        | 2:09.81 |       |
| 42       | 1         | 5     | Pavol Jelenak       | SVK        | 2:10.15 |       |
| 43       | 1         | 7     | Eli Ebenezer Wong   | MNP        | 2:10.18 |       |
| 44       | 1         | 2     | Edwin Angjeli       | ALB        | 2:10.27 |       |
| 45       | 2         | 2     | Ensar Hajder        | BIH        | 2:11.99 |       |
| 46       | 1         | 8     | Paul Elaisa         | FIJ        | 2:20.73 |       |
| –        | 5         | 1     | Alekszandr Tyihonov | RUS        |         | DSQ   |
| –        | 3         | 5     | Dinko Jukić         | AUT        |         | DNS   |

### Elődöntők

#### Első elődöntő
| Helyezés | Pálya | Név                | Nemzetiség | Idő     | Megj. |
| -------- | ----- | ------------------ | ---------- | ------- | ----- |
| 1        | 5     | Ryan Lochte        | USA        | 1:56.74 | Q     |
| 2        | 6     | Michael Phelps     | USA        | 1:57.26 | Q     |
| 3        | 3     | Yuya Horihata      | JPN        | 1:59.47 | Q     |
| 4        | 1     | Darian Townsend    | RSA        | 1:59.49 |       |
| 5        | 8     | Jan David Schepers | GER        | 1:59.83 |       |
| 6        | 2     | Henrique Rodrigues | BRA        | 2:00.04 |       |
| 7        | 4     | Verrasztó Dávid    | HUN        | 2:00.05 |       |
| 8        | 7     | Marcin Cieslak     | POL        | 2:01.65 |       |

#### Második elődöntő
| Helyezés | Pálya | Név                 | Nemzetiség | Idő     | Megj. |
| -------- | ----- | ------------------- | ---------- | ------- | ----- |
| 1        | 1     | Cseh László         | HUN        | 1:57.66 | Q     |
| 2        | 3     | Markus Rogan        | AUT        | 1:57.74 | Q, NR |
| 3        | 4     | Thiago Pereira      | BRA        | 1:58.27 | Q     |
| 4        | 7     | James Goddard       | GBR        | 1:58.50 | Q     |
| 5        | 5     | Kenneth To          | AUS        | 1:59.17 | Q     |
| 6        | 6     | Vytautas Janušaitis | LTU        | 1:59.51 |       |
| 7        | 8     | Gal Nevo            | ISR        | 1:59.67 |       |
| 8        | 2     | Diogo Carvalho      | POR        | 1:59.80 |       |

### Döntő
| Helyezés  | Pálya | Név            | Nemzetiség | Idő     | Megj. |
| --------- | ----- | -------------- | ---------- | ------- | ----- |
| Aranyérem | 4     | Ryan Lochte    | USA        | 1:54.00 | WR    |
| Ezüstérem | 5     | Michael Phelps | USA        | 1:54.16 |       |
| Bronzérem | 3     | Cseh László    | HUN        | 1:57.69 |       |
| 4         | 7     | James Goddard  | GBR        | 1:57.79 |       |
| 5         | 6     | Markus Rogan   | AUT        | 1:58.14 |       |
| 6         | 2     | Thiago Pereira | BRA        | 1:59.00 |       |
| 7         | 1     | Kenneth To     | AUS        | 1:59.26 |       |
| 8         | 8     | Yuya Horihata  | JPN        | 1:59.52 |       |